# Necropoli delle Pianacce
La necropoli delle Pianacce è un sito archeologico, comprendente una necropoli etrusca, sito nel comune di Sarteano, in provincia di Siena.
Si trova a meno di un chilometro dal centro dell'attuale paese, lungo la strada che porta alla vicina cittadina di Cetona. 

## Storia
Fu indagata per la prima volta da Guglielmo Maetzke nel 1954, quando furono messe in luce due strutture ipogeiche di cui una di grandi dimensioni, con un corridoio di accesso monumentale, dromos, di quasi 30 m di lunghezza.
Dal 2000 sono iniziati gli scavi a cura del locale Museo civico archeologico di Sarteano e del Gruppo archeologico Etruria che hanno messo in luce numerose tombe databili tra la seconda metà del VI e il II secolo a.C.. 
Nel 2003 vi è stata scoperta la Tomba della quadriga infernale, tomba affrescata databile al IV secolo a.C..
Nel 2007 è stata individuata e scavata una struttura monumentale di forma semicircolare, costruita in epoca arcaica in blocchi di travertino, adibita ai rituali funebri, quali la prothesis cioè l'esposizione del defunto.

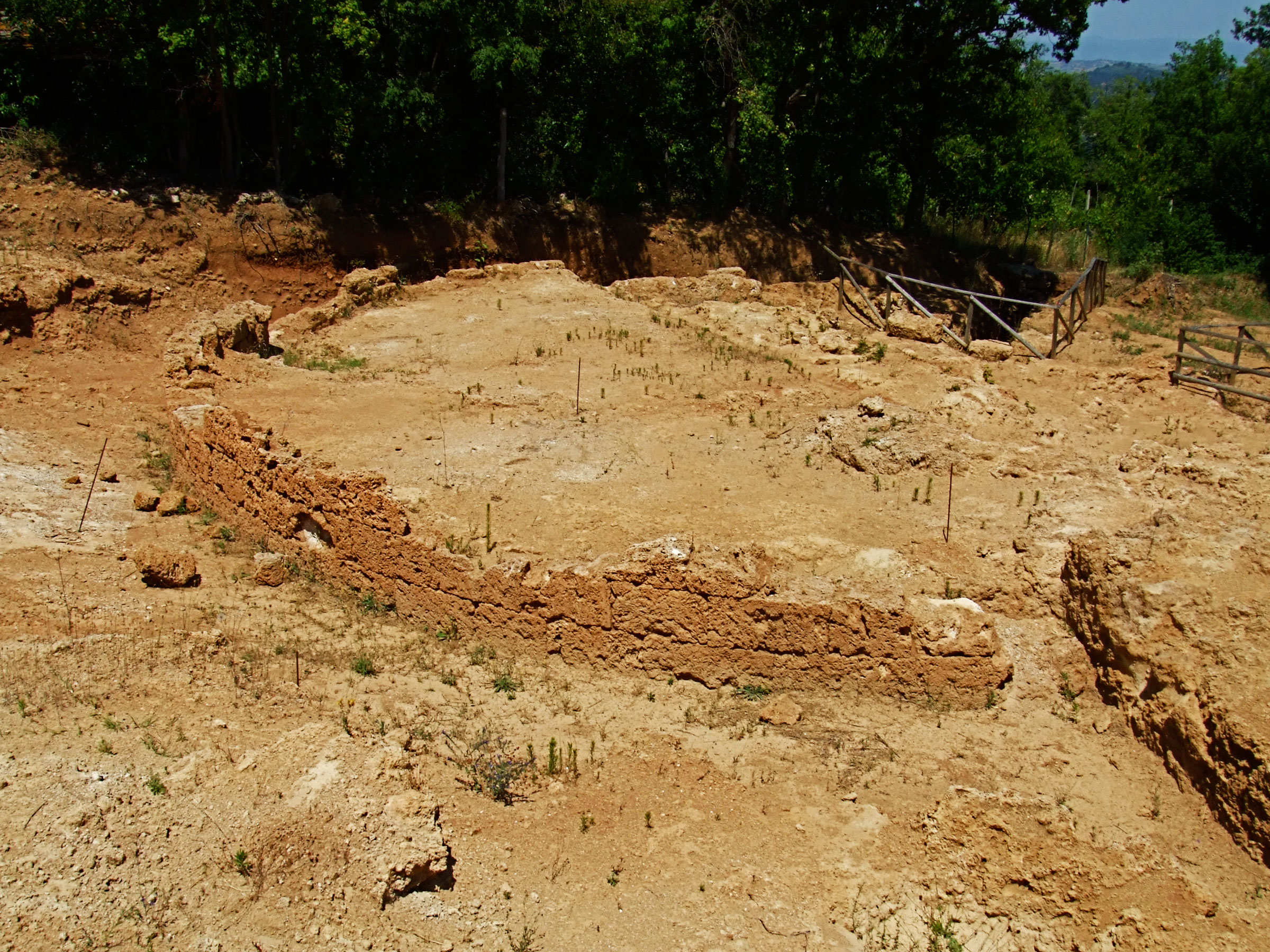
Spazio semicircolare adibito ai riti funebri